# Konrad Schmid (Maler)
Konrad Otto Schmid (* 10. Juli 1899 in Zürich; † 19. Februar 1979 in Busswil) war Schweizer Maler.

## Leben
Konrad Schmid wuchs in Meilen, später in Zürich-Riesbach, auf. Seine Schwester Maria Magdalena (1897–1978) war mit dem Grafiker und Kunstmaler Eugen Hartung verheiratet.
Schmid unterrichtete in jungen Jahren als Hilfslehrer an der Kunstgewerbeschule Zürich. Er war vom Zirkusleben angezogen und zog sporadisch mit der Seiltänzerfamilie Stey von Ort zu Ort. Während dieser Zeit malte er und trat gelegentlich auch selber auf. Schmid hat bis weit über die Lebensmitte jeden Sommer ein bis zwei Monate bei der Familie Gasser-Stey, heute Zirkus Royal, und Speichinger-Stey, heute Zirkus Stey, verbracht. Schmid machte sich so einen Namen als Zirkusmaler. Zudem malte er Hafen- und Landschaftsbilder sowie Stillleben und Friedhofsbilder.
Schmid erhielt 1923 und 1935 ein Eidgenössisches Kunststipendium. Dies ermöglichte ihm Studienaufenthalte in Tunesien und Algerien. Er war Mitglied in der GSMBA und stellte seine Werke in zahlreichen Gruppenausstellungen aus. 
Konrad Schmid war mit Ellen, geborene Kaiser († 1972), verheiratet. Das Ehepaar war kinderlos und lebte jeweils von Frühjahr bis Spätherbst in einer kleinen Atelierwohnung in Comano.